# Bobby Lockwood
Bobby Lockwood (Basildon, Essex; 24 de mayo de 1993) es un actor inglés. Ha aparecido en numerosos episodios de The Bill, interpretando a Taylor Little. Sin embargo, es más conocido por su papel de Patch en 101 dálmatas 2.
Sus otros papeles incluyen, al sobrino de Jamie Oliver en comerciales del supermercado Sainsbury's, así como su voz en Weapon of War. Recientemente se le ha visto junto a su hermana en la campaña 2009-2010 de P&O Cruises. Actuó como Mick Campbell en House of Anubis de Nickelodeon. También conocido como Rhydian Morris en la serie Wolfblood.

## Filmografía y créditos televisivos
Películas
| Año  | Título           | Papel              | Notas              |
| ---- | ---------------- | ------------------ | ------------------ |
| 2003 | 101 dálmatas 2   | Patch              | Protagonista (Voz) |
| 2015 | Up All Night     | Bobby              | Secundario         |
| 2016 | Mum's List       | Matt               | Secundario         |
| 2016 | Access All Areas | Spiritual Simon    | Protagonista       |
| 2016 | Honey 3          | Laser              | Protagonista       |
| 2017 | Vikes            | Warren Turdslinger | Coprotagonista     |
| 2017 | Dunkirk          | Able Seaman        | Secundario         |
| 2018 | Glia             | Gunthur Essen      | Coprotagonista     |

Series
| Año       | Título           | Papel          | Notas                        |
| --------- | ---------------- | -------------- | ---------------------------- |
| 2006      | The Bill         | Taylor Little  | 3 episodios                  |
| 2011-2012 | House of Anubis  | Mick Campbell  | Coprotagonista               |
| 2012-2016 | Wolfblood        | Rhydian Morris | Protagonista temporadas 1-3  |
| 2013      | Dani's Castle    | Conall Connor  | 1 episodio                   |
| 2013      | Parenting Mother | Ben            | Protagonista (Serie Youtube) |
| 2013      | House of Anubis  | Mick Campbell  | Cameo                        |
| 2014      | Tumble           | Concursante    | Nuevo show gimnasta          |
| 2015      | Lewis            | Sam Langton    | 2 episodios                  |
| 2017      | Unforgotten      | Nathan         | 1 episodio                   |
| 2017      | Uncle            | Josh           | 1 episodio                   |
| 2018      | Doctors          | Paul Kirkwood  | 1 episodio                   |
| 2018      | Ransom           | Sean           | 1 episodio                   |

Cortometrajes
| Año  | Título              | Papel    | Notas          |
| ---- | ------------------- | -------- | -------------- |
| 2013 | Ups & Downs         | Harry    | Protagonista   |
| 2014 | I'm Vomiting On You | Gimnasta | Secundario     |
| 2014 | Relapse             | Ben      | Coprotagonista |

## Premios y nominaciones
| Año  | Otorgador                                  | Premio        | Rango   |
| ---- | ------------------------------------------ | ------------- | ------- |
| 2013 | British Academy Film and Television Awards | Best UK actor | Ganador |